# New Wave 2015
Il New Wave 2015 è stata la quattordicesima edizione della competizione "New Wave" . Si è svolta a Soči, in Russia.

## Partecipanti
| Paese       | Ilpartecipante             |
| ----------- | -------------------------- |
| Armenia     | Grigor Këkčjan             |
| Bielorussia | Trio "Inžir"               |
| Bulgaria    | Nevena Tsoneva             |
| Grecia      | Jessica «Josephine» Wendel |
| Indonesia   | Millane Fernandez          |
| Italia      | Michele Perniola           |
| Kazakistan  | Gruppo "Voice K"           |
| Kazakistan  | Dinara "Ademi" Cairova     |
| Lettonia    | Valerij Bogdanov           |
| Russia      | Kamila Izmajlova           |
| Russia      | Oleg Sidorov               |
| Russia      | Fondazione Guru Groove     |
| Ucraina     | Gruppo "Pringlez"          |
| Croazia     | Damir Kedžo                |
| Svizzera    | Ginta Biku                 |